# Liste des drapeaux de Suisse C
Pour les communes suisses commençant par C. Pour plus d'informations sur les conceptions, s'il vous plaît lire l'article d'une commune. 

Carouge (GE)
Carrouge (VD)
Cartigny
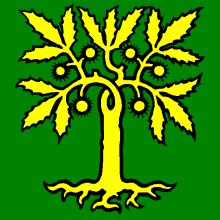
Castasegna
Celerina/Schlarigna
Céligny
Chalais
Chamoson
Chavannes-des-Bois
Chessel
Chexbres
Collonge-Bellerive
Colombier (VD)
Commugny
Confignon
Corseaux
Corserey
Corsier (GE)
Corsier-sur-Vevey
Cossonay
Courtemaîche
Crans